# Стоу, Мэделин
Мэделин Стоу (англ. Madeleine Stowe; имя при рождении Мэдлин Мора Стоу, англ. Madeline Mora Stowe); род. 18 августа 1958, Лос-Анджелес, Калифорния) — американская актриса, наиболее известная по ролям в фильмах «Слежка» (1987), «Месть» (1990), «Страна в шкафу» (1991), «Незаконное вторжение» (1992), «Последний из могикан» (1992), «12 обезьян» (1995), «Генеральская дочь» (1999), «Мы были солдатами» (2002), «Ангел мести» (2002) и т. д. С 2011 по 2015 год она играла роль Виктории Грейсон в сериале ABC «Месть», за которую она была номинирована на премию «Золотой глобус» в категории «Лучшая актриса в драматическом сериале» в 2011 году. В 2012 году журнал People поместил Стоу на пятое место в списке «Самых красивых женщин мира».

## Биография

### Ранние годы
Мэделин Стоу родилась в городе Игл-Рок (пригород Лос-Анджелеса), она была старшей из трёх сестёр в семье эмигрантки из Коста-Рики Миреи Моры и Роберта Стоу, инженера из Орегона. В возрасте десяти лет Стоу начала брать уроки игры на фортепиано у известного русского пианиста Сергея Тарновского.
Стоу изучала журналистику в Университете Южной Калифорнии; во время учёбы она заинтересовалась актёрским мастерством и решила попробовать свои силы в одном из театров в Беверли-Хиллз, где встретила агента, который вскоре нашёл ей работу актрисы. Она дебютировала в 1978 году в эпизоде полицейского телесериала «Баретта», а затем продолжала появляться на телевидении, в таких шоу как «Удивительный Человек-паук», «Барнаби Джонс» и «Маленький домик в прериях», где актриса сыграла слепую художницу. В 1978 году Стоу сыграла свою первую главную роль в карьере, матери Иисуса, в телефильме «Рождество». После она снялась в ещё нескольких телефильмах, таких как «Зверобой» (1978), «Амазонки» и «Кровь и орхидеи» (1986). Она также снялась в мини-сериале «Гангстерские хроники» со своим будущим мужем Брайаном Бенбеном в 1981 году.

### Прорыв и последующие роли
Прорывом в карьере Мэделин Стоу стала главная женская роль в фильме 1987 года «Слежка», где она снялась вместе с Ричардом Дрейфусом. Фильм был хорошо принят критиками и дебютировал сразу с первого места в таблице кассовых сборов. Сразу после этого в прокат был выпущен низкобюджетный фильм «Тропический снег», снятый до «Слежки», где Стоу играет главную роль. Её следующая роль была в малоуспешной в прокате романтической комедии 1989 года «Это пари стоит выиграть» с Марком Хэрмоном и Лесли Энн Уоррен. В следующем году она появилась сразу в двух Голливудских фильмах, триллере «Месть» с Кевином Костнером, и детективе «Два Джейка» с Джеком Николсоном. После она сыграла главную роль в независимом фильме «Страна в шкафу» режиссёра Радхи Бхарадвадж, действие которого происходит всего в одной комнате, с участием двух персонажей — задержанной детской писательницы (Мэделин Стоу) и допрашивающего её следователя (Алан Рикман).

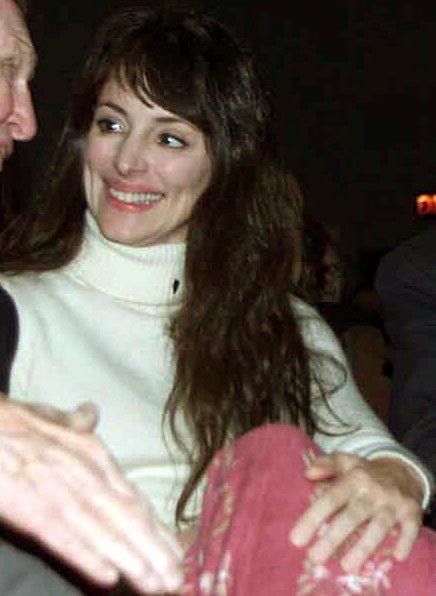
Мэделин Стоу в 2002 году

В 1992 году Мэделин Стоу снялась сразу в двух фильмах, которые были хорошо приняты критиками и имели успех в прокате. Первым был триллер «Незаконное проникновение» с Куртом Расселом о семейной паре, которую терроризирует психически неуравновешенный коп, которого играет Рэй Лиотта, а вторым эпический вестерн «Последний из могикан» с Дэниелом Дэй-Льюисом. Роль утонченной и отважной аристократки в «Последнем из могикан» принесла Стоу признание критиков и стала переломной в её карьере. В следующем году режиссёр Роберт Олтман пригласил Стоу сняться в фильме «Короткие истории», где актриса продемонстрировала одно из самых запоминающихся перевоплощений в своей карьере. Эта роль принесла ей несколько наград, включая приз Национального общества кинокритиков США за лучшую женскую роль второго плана, а также «Золотой глобус» и «Кубок Вольпи» за лучший актёрский ансамбль. В 1994 году Мэделин Стоу сыграла главные роли сразу в трёх фильмах: триллере «Мгновение ока» о слепой скрипачке, которая становится свидетелем преступления, вестерне «Плохие девчонки», об убившей клиента проститутке в бегах, а также драме «Фарфоровая луна», о женщине, которая вступает в отношения с детективом после убийства мужа. В 1995 году она снялась с Брюсом Уиллисом в ставшем впоследствии культовым фантастическом фильме «12 обезьян».
В 1994 году журнал People включил Стоу в свой список «Пятидесяти самых красивых людей мира». В 1995 году она была включена в список «100 самых сексуальных звезд в истории кино» по версии Empire magazine.
Мэделин Стоу сделала перерыв в карьере на три года, чтобы посвятить себя семье, а в 1998 году вернулась на экраны с фильмами «Предложение» и «Превратности любви». Год спустя она снялась в фильме «Генеральская дочь» с Джоном Траволтой. В 2001 году она снялась в научно-фантастическом фильме «Пришелец», который был плохо принят критиками и собрал лишь восемь млн долларов при бюджете в размере сорока. В следующем году она появилась в успешной военной драме «Мы были солдатами» с Мелом Гибсоном, и провальной мелодраме «Ангел мести» с Сильвестром Сталлоне. В 2003 году она сыграла главную роль в триллере «Октан».

### Перерыв в карьере и возвращение
В 2003 году Стоу покинула экраны и переехала с дочерью и мужем на купленное ею ранчо за пределами Фредериксберга, штат Техас. Она кратко вернулась на экраны в 2005 году в биографическом телефильме «Спасая Милли» о женщине, страдающей от болезни Паркинсона, за игру которой получила хорошие отзывы от критиков. В следующем году она снялась в не получившем зелёный свет пилоте телесериала для канала Fox «Южный комфорт», после чего появилась в недолго просуществовавшем шоу «Рейнс». В 2009 году она снялась в телефильме канала Lifetime «Рождественская надежда».
В 2011 году Мэделин Стоу вернулась на экраны с ролью Виктории Грейсон в телесериале канала ABC «Месть». Сериал был встречен благосклонно критиками, и достиг успеха в телевизионных рейтингах, а актриса получила похвалу от критиков за исполнение роли. Журнал The Rolling Stones в своей статье, посвященной анализу персонажа и игры Стоу написал: «Стоу затмевает всех остальных звезд в прайм-тайм в своей роли пугающей светской злодейки с хриплым голосом и ледяным взглядом <…> Эмили Ванкэмп скучна в своей роли, хотя по задумке мы должны вроде как сопереживать её планам, но она нам в действительности не интересна. Стоу овладевает зрителем в каждой сцене. Она говорит любовнице своего мужа: Каждый раз, когда я обнимаю тебя, тепло, которое исходит от моего тела, это моя ненависть, которая прожигает тебя. В отличие от Ванкэмп, Стоу играет трёхмерного персонажа, она делает Викторию сложнее, когда вносит в её сущность совесть<…>». Стоу была номинирована на премию «Золотой глобус» в категории «Лучшая актриса драматического сериала» за свою роль. Также в 2012 году она была одним из главных кандидатов на премию «Эмми» за лучшую женскую роль в драматическом телесериале, однако в шорт-лист так и не попала к удивлению многих критиков.
В 2012 году журнал People поместил Стоу на пятое место в списке «Самых красивых женщин мира».

## Личная жизнь
С 1982 года Стоу замужем за телевизионным актёром Брайаном Бенбеном, у них есть дочь по имени Мэй. Когда Стоу сделала перерыв в карьере, она поселилась на Ранчо в Техасе. В 2010 году она помогала пострадавшим в результате катаклизмов на Гаити.

## Фильмография

### Фильмы
| Год  | Название на русском      | Название на английском   | Роль                               | Примечания |
| ---- | ------------------------ | ------------------------ | ---------------------------------- | ---------- |
| 1982 | Гангстерские хроники     | Gangster Wars            | Рут Ласкер                         |            |
| 1987 | Слежка                   | Stakeout                 | Мария Макгуайер                    |            |
| 1988 | Тропический снег         | Tropical Snow            | Марина                             |            |
| 1989 | Это пари стоит выиграть  | Worth Winning            | Вероника Брискоу                   |            |
| 1990 | Месть                    | Revenge                  | Мирейя Мендес                      |            |
| 1990 | Два Джейка               | The Two Jakes            | Лилиан Бодин                       |            |
| 1991 | Страна в шкафу           | Closet Land              |                                    |            |
| 1992 | Незаконное проникновение | Unlawful Entry           | Карен Карр                         |            |
| 1992 | Последний из могикан     | The Last of the Mohicans | Кора Монро                         |            |
| 1993 | Ещё одна слежка          | Another Stakeout         | Мария Макгуайер                    | камео      |
| 1993 | Короткие истории         | Short Cuts               | Шерри Шепард                       |            |
| 1994 | Фарфоровая луна          | China Moon               | Рэйчел Манро                       |            |
| 1994 | Мгновение ока            | Blink                    | Эмма Броди                         |            |
| 1994 | Плохие девчонки          | Bad Girls                | Коди Замора                        |            |
| 1995 | 12 обезьян               | 12 Monkeys               | Кэтрин Рейли                       |            |
| 1998 | Предложение              | The Proposition          | Элеонора Баррет                    |            |
| 1998 | Превратности любви       | Playing by Heart         | Грейси                             |            |
| 1999 | Генеральская дочь        | The General’s Daughter   | старший уорент-офицер Сара Санхилл |            |
| 2001 | Пришелец                 | Impostor                 | Майя Олхэм                         |            |
| 2002 | Мы были солдатами        | We Were Soldiers         | Джулия Мур                         |            |
| 2002 | Ангел мести              | Avenging Angelo          | Дженнифер Барретт Аллигьери        |            |
| 2003 | Октан                    | Octane                   | Сенга Уилсон                       |            |

### Телевидение
| Год       | Название на русском           | Название на английском      | Роль                 | Примечания                   |
| --------- | ----------------------------- | --------------------------- | -------------------- | ---------------------------- |
| 1978      | Баретта                       | Baretta                     | Анна                 | Эпизод: «The Marker»         |
| 1978      | Удивительный Человек-паук     | The Amazing Spider-Man      | Мария Кальдерон      | Эпизод: «Escort to Danger»   |
| 1978      | Рождество                     | The Nativity                | Мария                | Телефильм                    |
| 1978      | Зверобой                      | The Deerslayer              | Hetty Hutter         | Телефильм                    |
| 1979      | Барнаби Джонс                 | Barnaby Jones               | Диана                | Эпизод: «School of Terror»   |
| 1980      | Земля предков                 | Beulah Land                 | Сельма Кендрик Дэвис | Мини-сериал                  |
| 1980      | Маленький домик в прериях     | Little House on the Prairie | Энни Крэйн           | Эпизод: «Portrait of Love»   |
| 1981      | Охотник Джон                  | Trapper John, M.D.          | Кэсси                | Эпизод: «Creepy Time Gal»    |
| 1981      | Гангстерские Хроники          | The Gangster Chronicles     | Рут Ласкер           | Телефильм                    |
| 1984      | Амазонки                      | Amazons                     | Доктор Шарон Филдс   | Телефильм                    |
| 1986      | Кровь и орхидеи               | Blood & Orchids             | Хестер Эшли Мердок   | Телефильм                    |
| 2002      | Великолепные Эмберсоны        | The Magnificent Ambersons   | Изабель Амберсон     | Телефильм                    |
| 2005      | Спасая Милли                  | Saving Milly                | Милли                | Телефильм                    |
| 2006      | Южный комфорт                 | Southern Comfort            | Шарлотта             | Телевизионный пилот          |
| 2007      | Детектив Рейнс                | Raines                      | Доктор Саманта Кэл   | 6 эпизодов                   |
| 2009      | Рождественская надежда        | The Christmas Hope          | Патриция Эддисон     | Телефильм                    |
| 2011—2015 | Месть                         | Revenge                     | Виктория Грейсон     | Регулярная роль, 89 эпизодов |
| 2016      | 12 обезьян                    | 12 Monkeys                  | Лилиан               | Лилиан (2 сезон, 13 серия)   |
| 2025      | Оно: Добро пожаловать в Дерри | It: Welcome to Derry        | TBA                  |                              |

## Награды и номинации
| Год  | Награда                                | Категория                                           | Фильм                | Результат |
| ---- | -------------------------------------- | --------------------------------------------------- | -------------------- | --------- |
| 1993 | Венецианский кинофестиваль             | Кубок Вольпи за лучший актёрский ансамбль           | «Короткие истории»   | Победа    |
| 1994 | Национальное общество кинокритиков США | Лучшая актриса второго плана                        | «Короткие истории»   | Победа    |
| 1994 | Золотой глобус                         | Лучший актёрский ансамбль в кинофильме              | «Короткие истории»   | Победа    |
| 1996 | Science fiction magazine               | Лучшая актриса в кинофильме                         | «Двенадцать обезьян» | Победа    |
| 1996 | Сатурн                                 | Лучшая киноактриса                                  | «Двенадцать обезьян» | Номинация |
| 2000 | Blockbuster Entertainment Awards       | Любимая актриса второго плана                       | «Генеральская дочь»  | Номинация |
| 2000 | ALMA                                   | Лучшая актриса в кинофильме                         | «Генеральская дочь»  | Номинация |
| 2003 | American Veterans Award                | Лучшая актриса                                      | «Мы были солдатами»  | Победа    |
| 2005 | Imagen Foundation Awards               | Лучшая актриса                                      | «Спасая Милли»       | Победа    |
| 2012 | Золотой глобус                         | Лучшая женская роль в телевизионном сериале — драма | «Месть»              | Номинация |
| 2012 | GLAAD                                  | Телезвезда года                                     | «Месть»              | Номинация |
| 2012 | ALMA                                   | Лучшая актриса на телевидении                       | «Месть»              | Номинация |